# Gdov
Gdov (Russisch: Гдов; Estisch: Oudova) is een stad in de Russische oblast Pskov. Het aantal inwoners ligt rond de 5.000. Gdov is tevens het centrum van het gelijknamige bestuurlijke rayon. Gdov ligt 125 kilometer ten noorden van Pskov. De stad ligt bij de uitmonding van de rivier Gdovka in het Peipusmeer. Gdov ligt in het uiterste westen van Rusland, bij de grens met Estland.
De geschiedenis van Gdov gaat terug tot de 14e eeuw; de eerste vermelding dateert uit 1323. De stad was gesticht als een buitenpost ter verdediging van Pskov. Tussen 1431 en 1434 werden de houten versterkingen vervangen door een stenen fort, dat tot op de dag van vandaag nog zichtbaar is.
De stad is vaak belegerd geweest door Polen en Zweden, onder andere tijdens de Russisch-Zweedse Oorlog van 1590-1595, en tijdens de Ingrische Oorlog. Na 1617 kwam Gdov weer in Russische handen. In 1780 kreeg Gdov stadstatus. Het wapen werd goedgekeurd in 1781.
Na de Eerste Wereldoorlog, in mei 1919, werd Gdov, net als Pskov en Kingisepp, tijdelijk door de Witten onder leiding van Aleksandr Rodzjanko bezet. In 1944, toen het Duitse leger zich terugtrok, verwoestten de Duitsers een aantal kerken. Na de oorlog zijn deze deels weer herbouwd of gerestaureerd.
Bestuurlijk centrum: Pskov 

Dno · Gdov · Nevel ·Novorzjev · Novosokolniki · Opotsjka · Ostrov · Petsjory · Porchov · Poestosjka · Pytalovo · Sebezj · Velikieje Loeki